# Zherichinius horribilis
Zherichinius horribilis (лат.) — ископаемый вид муравьёв рода Zherichinius из подсемейства долиходерины (Dolichoderinae). Сахалинский янтарь, Россия, средний эоцен, возраст находки 43—47 млн лет (первоначально возраст находки определялся как палеоцен).

## Описание
Мелкие муравьи. Длина тела около 3 мм, длина головы 0,8 мм, ширина головы 0,35 мм, длина скапуса 0,95 мм. Голова удлинённая (почти в два раза длиннее своей ширины) с выступающими затылочными углами и с затылочной выемкой. Жвалы длинные с многочисленными зубцами. Скапус усика очень длинный, в 1,2 раза длиннее головы. Булава усика отсутствует, антенны в целом 12-члениковые. Усики прикреплены около крупного клипеуса; передний край наличника выступающий. Голени средних и задних ног с простой шпорой. Стебелёк между грудкой и брюшком состоит из одного петиолюса с чешуйкой. Видовое название Zh. rapax происходит от латинского слова horribilis (страшный). Название рода Zherichinius дано в честь российского энтомолога Владимира Васильевича Жерихина (1945—2011). Один из древнейших представителей подсемейства долиходерины.
Вид был впервые описан в 1988 году советским и российским мирмекологом профессором Геннадием Михайловичем Длусским (1937—2014).